# Liste der Bodendenkmäler in Erding
Auf dieser Seite sind die Bodendenkmäler in der oberbayerischen Großen Kreisstadt Erding zusammengestellt. Diese Tabelle ist eine Teilliste der Liste der Bodendenkmäler in Bayern. Grundlage ist die Bayerische Denkmalliste, die auf Basis des Bayerischen Denkmalschutzgesetzes vom 1. Oktober 1973 erstmals erstellt wurde und seither durch das Bayerische Landesamt für Denkmalpflege geführt wird. Die folgenden Angaben ersetzen nicht die rechtsverbindliche Auskunft der Denkmalschutzbehörde.

## Bodendenkmäler in Erding
| Lage       | Objekt | Akten-Nr.     | Bild |
| ---------- | --- | ------------- | ---- |
| ()         | Verebnete Grabhügel vorgeschichtlicher Zeitstellung sowie Siedlung vorgeschichtlicher Zeitstellung, u. a. des Neolithikums, der Bronzezeit und der Latènezeit und Villa rustica der römischen Kaiserzeit. | D-1-7637-0030 |      |
| ()         | Verebnetes Grabenwerk mit Doppelgräben sowie Siedlung vor- und frühgeschichtlicher Zeitstellung, u. a. der Neolithikums, der Bronzezeit, der Urnenfelderzeit, der Hallstattzeit und der römischen Kaiserzeit. | D-1-7637-0033 |      |
| (Standort) | Siedlung des Jungneolithikums (Altheimer Kultur). | D-1-7637-0036 |      |
| (Standort) | Siedlung des Jungneolithikums (Altheimer Kultur), der Bronzezeit sowie der späten Urnenfelder- und frühen Hallstattzeit. | D-1-7637-0037 |      |
| (Standort) | Siedlung des Jungneolithikums (Altheimer Kultur) und der Hallstattzeit. | D-1-7637-0039 |      |
| (Standort) | Brandgräber der Urnenfelderzeit und Siedlung der römischen Kaiserzeit. | D-1-7637-0041 |      |
| (Standort) | Siedlung der mittleren Bronzezeit. | D-1-7637-0042 |      |
| (Standort) | Siedlung des Endneolithikums und der frühen Bronzezeit, Brandgräber und Siedlung der Urnenfelderzeit, Siedlung der römischen Kaiserzeit sowie Grabenwerk vor- und frühgeschichtlicher Zeitstellung. | D-1-7637-0045 |      |
| (Standort) | Körpergräber der mittleren Latènezeit und der späten römischen Kaiserzeit. | D-1-7637-0048 |      |
| (Standort) | Siedlung des Jungneolithikums (Altheimer Kultur), Brandgräber der späten Bronzezeit und Urnenfelderzeit sowie Siedlung mit Mühle der römischen Kaiserzeit und Körpergräber vor- und frühgeschichtlicher Zeitstellung. | D-1-7637-0050 |      |
| (Standort) | Brandgräber der Urnenfelderzeit sowie Siedlung vor- und frühgeschichtlicher Zeitstellung, u. a. der Hallstattzeit. | D-1-7637-0051 |      |
| (Standort) | Siedlung vor- und frühgeschichtlicher Zeitstellung sowie Körpergräber des frühen Mittelalters. | D-1-7637-0057 |      |
| (Standort) | Siedlung und Kanal der römischen Kaiserzeit. | D-1-7637-0062 |      |
| (Standort) | Körpergräber der mittleren Latènezeit. | D-1-7637-0067 |      |
| (Standort) | Körpergräber des frühen Mittelalters. | D-1-7637-0068 |      |
| (Standort) | Siedlung vor- und frühgeschichtlicher Zeitstellung, u. a. Siedlung der Urnenfelderzeit, Herrenhof der Hallstattzeit, Siedlung der Latènezeit und der römischen Kaiserzeit. | D-1-7637-0070 |      |
| (Standort) | Körpergräber des frühen Mittelalters und Siedlung vor- und frühgeschichtlicher Zeitstellung. | D-1-7637-0074 |      |
| (Standort) | Brandgräber der römischen Kaiserzeit. | D-1-7637-0079 |      |
| (Standort) | Körpergräber der frühen und mittleren Latènezeit. | D-1-7637-0081 |      |
| (Standort) | Abgegangenes Kloster der frühen Neuzeit („Kapuzinerkloster Erding“) mit Kirche aufgelassenem Friedhof sowie Grabenwerk mit Doppelgraben vor- und frühgeschichtlicher Zeitstellung. | D-1-7637-0082 |      |
| (Standort) | Villa rustica der römischen Kaiserzeit. | D-1-7637-0084 |      |
| (Standort) | Körpergräber der frühen und mittleren Latènezeit sowie Siedlung des späten Mittelalters und der frühen Neuzeit. | D-1-7637-0085 |      |
| (Standort) | Körpergräber der späten römischen Kaiserzeit. | D-1-7637-0086 |      |
| (Standort) | Siedlung der römischen Kaiserzeit, Siedlung und Körpergräber des frühen Mittelalters. | D-1-7637-0089 |      |
| (Standort) | Villa rustica der römischen Kaiserzeit sowie Reihengräberfeld und Siedlung mit Hofgrablegen des frühen Mittelalters sowie Siedlung des hohen und späten Mittelalters. | D-1-7637-0096 |      |
| (Standort) | Siedlung der Bronze- oder Urnenfelderzeit sowie Körpergräber des frühen Mittelalters. | D-1-7637-0105 |      |
| (Standort) | Grabhügel mit Bestattungen der späten Bronzezeit, der Urnenfelderzeit und der Hallstattzeit. | D-1-7637-0108 |      |
| (Standort) | Siedlung vor- und frühgeschichtlicher Zeitstellung. | D-1-7637-0110 |      |
| (Standort) | Siedlung vorgeschichtlicher Zeitstellung. | D-1-7637-0116 |      |
| (Standort) | Körpergräber der mittleren Latènezeit sowie Körpergräber und Siedlung des frühen Mittelalters. | D-1-7637-0117 |      |
| (Standort) | Straße der römischen Kaiserzeit. | D-1-7637-0130 |      |
| (Standort) | Kleines Reihengräberfeld des frühen Mittelalters. | D-1-7637-0264 |      |
| (Standort) | Körpergräber des frühen Mittelalters. | D-1-7637-0337 |      |
| (Standort) | Siedlung des Neolithikums, der jüngeren Latènezeit und der römischen Kaiserzeit. | D-1-7637-0346 |      |
| (Standort) | Siedlung des Jungneolithikums. | D-1-7637-0356 |      |
| (Standort) | Siedlung des Jungneolithikums und der Bronzezeit. | D-1-7637-0357 |      |
| (Standort) | Körpergräber des Spät- oder Endneolithikums, Siedlung der frühen Bronzezeit, Siedlung und Brandgräberfeld der Urnenfelderzeit, Siedlung und Herrenhof der Hallstattzeit, Siedlung und Bestattungen der Latènezeit, Siedlung der römischen Kaiserzeit und Körpergräber der späten römischen Kaiserzeit sowie Siedlung des frühen Mittelalters. | D-1-7637-0360 |      |
| (Standort) | Siedlung mit Herrenhof der Späthallstatt- und Frühlatènezeit sowie Siedlung der römischen Kaiserzeit. | D-1-7637-0363 |      |
| (Standort) | Straße der römischen Kaiserzeit. | D-1-7637-0377 |      |
| (Standort) | Körpergräber des frühen Mittelalters. | D-1-7637-0407 |      |
| (Standort) | Siedlung der Bronzezeit und der Urnenfelderzeit. | D-1-7637-0408 |      |
| (Standort) | Untertägige mittelalterliche und frühneuzeitliche Befunde im Bereich der ehemaligen Stadtbefestigung von Erding mit Stadtmauer und vorgelagertem, doppeltem Wall-Graben-System. | D-1-7637-0411 |      |
| (Standort) | Untertägige mittelalterliche und frühneuzeitliche Siedlungsteile der historischen Altstadt von Erding. | D-1-7637-0412 |      |
| (Standort) | Untertägige spätmittelalterliche und frühneuzeitliche Siedlungsteile der östlichen Stadterweiterung („Landshuter Vorstadt“) von Erding. | D-1-7637-0413 |      |
| (Standort) | Untertägige spätmittelalterliche und frühneuzeitliche Siedlungsteile der südlichen Stadterweiterung („Haager Vorstadt“) von Erding sowie Körpergräber des frühen Mittelalters. | D-1-7637-0414 |      |
| (Standort) | Untertägige spätmittelalterliche und frühneuzeitliche Siedlungsteile der westlichen Stadterweiterung („Münchner Vorstadt“) von Erding. | D-1-7637-0415 |      |
| (Standort) | Untertägige spätmittelalterliche und frühneuzeitliche Siedlungsteile der nördlichen Stadterweiterung („Freisinger Vorstadt“) von Erding. | D-1-7637-0416 |      |
| (Standort) | Untertägige mittelalterliche und frühneuzeitliche Befunde im Bereich der katholischen Stadtpfarrkirche St. Johannes der Täufer in Erding und ihres Vorgängerbaus mit aufgelassenem Friedhof. | D-1-7637-0417 |      |
| (Standort) | Untertägige mittelalterliche und frühneuzeitliche Befunde im Bereich der profanierten Frauenkirche in Erding. | D-1-7637-0418 |      |
| (Standort) | Untertägige spätmittelalterliche und frühneuzeitliche Befunde im Bereich der katholischen Spitalkirche Hl. Geist und des angeschlossenen Hl.-Geist-Spitals in Erding. | D-1-7637-0419 |      |
| (Standort) | Untertägige mittelalterliche und frühneuzeitliche Befunde im Bereich der katholischen Pfarrkirche St. Martin in Langengeisling und ihrer Vorgängerbauten. | D-1-7637-0423 |      |
| (Standort) | Untertägige spätmittelalterliche und frühneuzeitliche Befunde im Bereich der katholischen Filialkirche St. Johannes der Täufer in Langengeisling. | D-1-7637-0424 |      |
| (Standort) | Untertägige mittelalterliche und frühneuzeitliche Befunde im Bereich der katholischen Filialkirche St. Ägidius in Eichenkofen und ihrer Vorgängerbauten bzw. älteren Bauphasen. | D-1-7637-0426 |      |
| (Standort) | Untertägige mittelalterliche und frühneuzeitliche Befunde im Bereich der katholischen Filialkirche St. Benedikt in Altham. | D-1-7637-0428 |      |
| (Standort) | Untertägige mittelalterliche und frühneuzeitliche Befunde im Bereich der katholischen Friedhofskirche St. Paul in Erding und ihrer Vorgängerbauten mit angeschlossenem Mesnerhaus. | D-1-7637-0429 |      |
| (Standort) | Verebnete Viereckschanze und Siedlung der späten Latènezeit. | D-1-7637-0486 |      |
| (Standort) | Straße der römischen Kaiserzeit. | D-1-7637-0489 |      |
| (Standort) | Körpergräber der mittleren Laténezeit und des frühen Mittelalters. | D-1-7637-0491 |      |
| (Standort) | Körpergräber des frühen Mittelalters sowie Siedlung des frühen, hohen und späten Mittelalters. | D-1-7637-0492 |      |
| (Standort) | Siedlung vor- und frühgeschichtlicher Zeitstellung. | D-1-7637-0493 |      |
| (Standort) | Siedlung der Latènezeit und der römischen Kaiserzeit. | D-1-7637-0494 |      |
| ()         | Siedlung der mittleren Bronzezeit und der Latènezeit sowie Kreisgräben vorgeschichtlicher Zeitstellung und Brandgräber der mittleren Bronzezeit und der Urnenfelderzeit. | D-1-7637-0495 |      |
| (Standort) | Abgegangene herzogliche Stadtburg des Mittelalters und der frühen Neuzeit („Alter Hof“). | D-1-7637-0497 |      |
| (Standort) | Siedlung des Mittelneolithikums oder der Frühbronzezeit, der Urnenfelderzeit, der Hallstattzeit, der Latènezeit und der römischen Kaiserzeit. | D-1-7637-0502 |      |
| (Standort) | Siedlung des Neolithikums. | D-1-7637-0509 |      |
| (Standort) | Doppelgrabenwerk und Siedlung vorgeschichtlicher Zeitstellung, u. a. des Neolithikums. | D-1-7637-0510 |      |
| (Standort) | Körpergräber des frühen Mittelalters sowie Siedlung des späten Mittelalters und der frühen Neuzeit. | D-1-7637-0513 |      |
| (Standort) | Körpergräber des frühen Mittelalters sowie Siedlung des späten Mittelalters und der frühen Neuzeit. | D-1-7637-0514 |      |
| (Standort) | Siedlung und Körpergräber des frühen Mittelalters und Siedlung des hohen und späten Mittelalters sowie der frühen Neuzeit. | D-1-7637-0515 |      |
| (Standort) | Siedlung vorgeschichtlicher Zeitstellung, u. a. der späten Latènezeit. | D-1-7637-0516 |      |
| (Standort) | Siedlung vor- und frühgeschichtlicher Zeitstellung. | D-1-7637-0517 |      |
| (Standort) | Siedlung der Bronzezeit. | D-1-7637-0520 |      |
| (Standort) | Siedlung vor- und frühgeschichtlicher Zeitstellung. | D-1-7637-0523 |      |
| (Standort) | Siedlung vorgeschichtlicher Zeitstellung. | D-1-7637-0526 |      |
| (Standort) | Verebnete Grabhügel vorgeschichtlicher Zeitstellung. | D-1-7637-0536 |      |
| (Standort) | Siedlung vor- und frühgeschichtlicher Zeitstellung, u. a. der römischen Kaiserzeit. | D-1-7637-0539 |      |
| (Standort) | Brandgräber mit Grabgärten der späten Latènezeit. | D-1-7637-0540 |      |
| ()         | Siedlung vorgeschichtlicher Zeitstellung, u. a. der Bronzezeit, der Urnenfelderzeit und der jüngeren Latènezeit. | D-1-7637-0544 |      |
| (Standort) | Siedlung vorgeschichtlicher Zeitstellung sowie des späten Mittelalters und der frühen Neuzeit. | D-1-7637-0546 |      |
| ()         | Siedlung mit Grabenwerk der späten Latènezeit sowie Siedlung des frühen bis hohen Mittelalters. | D-1-7637-0548 |      |
| (Standort) | Reihengräberfeld des frühen Mittelalters und Siedlung der Bronzezeit, der Hallstattzeit, der Latènezeit und der römischen Kaiserzeit. | D-1-7737-0005 |      |
| (Standort) | Abgegangene Kirche des Mittelalters und der frühen Neuzeit („St. Peter“), Friedhof des frühen Mittelalters, Körpergräber der frühen Neuzeit sowie Siedlung der Bronzezeit und der Urnenfelderzeit. | D-1-7737-0006 |      |
| (Standort) | Verebneter Grabhügel vorgeschichtlicher Zeitstellung. | D-1-7737-0008 |      |
| (Standort) | Abgegangene Kirche des Mittelalters und der frühen Neuzeit (St. Willibald und Walburga) sowie Burgstall des hohen Mittelalters. | D-1-7737-0009 |      |
| (Standort) | Reihengräberfeld des frühen Mittelalters. | D-1-7737-0011 |      |
| (Standort) | Straße der römischen Kaiserzeit. | D-1-7737-0012 |      |
| (Standort) | Verebnete Grabhügel vorgeschichtlicher Zeitstellung. | D-1-7737-0016 |      |
| (Standort) | Burgstall des hohen oder späten Mittelalters. | D-1-7737-0018 |      |
| (Standort) | Villa rustica der römischen Kaiserzeit und Körpergräber des frühen Mittelalters. | D-1-7737-0020 |      |
| (Standort) | Körpergräber des frühen und hohen Mittelalters, Siedlung vor- und frühgeschichtlicher Zeitstellung, u. a. der Latènezeit und des frühen Mittelalters sowie abgegangener Edelsitz der frühen Neuzeit („Sitz Itzling“). | D-1-7737-0026 |      |
| (Standort) | Siedlung vor- und frühgeschichtlicher Zeitstellung, u. a. der römischen Kaiserzeit und des frühen Mittelalters, sowie Körpergräber des frühen Mittelalters. | D-1-7737-0084 |      |
| (Standort) | Siedlung vor- und frühgeschichtlicher Zeitstellung. | D-1-7737-0085 |      |
| (Standort) | Siedlung vor- und frühgeschichtlicher Zeitstellung, u. a. der Latènezeit. | D-1-7737-0088 |      |
| (Standort) | Siedlung vor- und frühgeschichtlicher Zeitstellung. | D-1-7737-0089 |      |
| (Standort) | Siedlung vor- und frühgeschichtlicher Zeitstellung und verebnete Viereckschanze der späten Latènezeit. | D-1-7737-0090 |      |
| (Standort) | Siedlung vor- und frühgeschichtlicher Zeitstellung. | D-1-7737-0091 |      |
| (Standort) | Siedlung vor- und frühgeschichtlicher Zeitstellung. | D-1-7737-0095 |      |
| (Standort) | Siedlung und Körpergräber vor- und frühgeschichtlicher Zeitstellung. | D-1-7737-0098 |      |
| (Standort) | Siedlung vor- und frühgeschichtlicher Zeitstellung. | D-1-7737-0099 |      |
| (Standort) | Siedlung vor- und frühgeschichtlicher Zeitstellung, u. a. der Latènezeit. | D-1-7737-0102 |      |
| (Standort) | Siedlung vor- und frühgeschichtlicher Zeitstellung, u. a. der Latènezeit, sowie Körpergräber des frühen Mittelalters. | D-1-7737-0104 |      |
| (Standort) | Siedlung und Körpergräber des frühen und hohen Mittelalters („Wüstung Aufhausen-Bergham“) sowie Siedlung vorgeschichtlicher Zeitstellung. | D-1-7737-0105 |      |
| (Standort) | Siedlung vor- und frühgeschichtlicher Zeitstellung, u. a. der römischen Kaiserzeit. | D-1-7737-0106 |      |
| (Standort) | Verebnete Grabhügel und Siedlung vor- und frühgeschichtlicher Zeitstellung. | D-1-7737-0107 |      |
| (Standort) | Siedlung vor- und frühgeschichtlicher Zeitstellung, u. a. der jüngeren Latènezeit, der römischen Kaiserzeit und des frühen Mittelalters. | D-1-7737-0109 |      |
| (Standort) | Siedlung vor- und frühgeschichtlicher Zeitstellung, u. a. der Latènezeit. | D-1-7737-0110 |      |
| (Standort) | Siedlung vor- und frühgeschichtlicher Zeitstellung. | D-1-7737-0113 |      |
| (Standort) | Verebnete Grabhügel vorgeschichtlicher Zeitstellung. | D-1-7737-0158 |      |
| (Standort) | Siedlung vor- und frühgeschichtlicher Zeitstellung. | D-1-7737-0159 |      |
| (Standort) | Siedlung vorgeschichtlicher Zeitstellung, u. a. der Bronzezeit und der Urnenfelderzeit. | D-1-7737-0178 |      |
| (Standort) | Siedlung vorgeschichtlicher Zeitstellung, u. a. des Neolithikums oder der Bronzezeit. | D-1-7737-0179 |      |
| (Standort) | Siedlung der späten Latènezeit und der römischen Kaiserzeit sowie Kreisgraben vorgeschichtlicher Zeitstellung. | D-1-7737-0183 |      |
| (Standort) | Siedlung vorgeschichtlicher Zeitstellung. | D-1-7737-0191 |      |
| (Standort) | Siedlung und Brandbestattungen vor- und frühgeschichtlicher Zeitstellung, u. a. der Urnenfelderzeit und der Hallstattzeit. | D-1-7737-0202 |      |
| (Standort) | Verebnete Viereckschanze der späten Latènezeit. | D-1-7737-0205 |      |
| (Standort) | Grabhügel vorgeschichtlicher Zeitstellung. | D-1-7737-0248 |      |
| (Standort) | Untertägige mittelalterliche und frühneuzeitliche Befunde im Bereich der katholischen Filialkirche St. Vitus in Itzling und ihrer Vorgängerbauten. | D-1-7737-0249 |      |
| (Standort) | Untertägige mittelalterliche und frühneuzeitliche Befunde im Bereich der katholischen Filialkirche St. Georg in Pretzen und ihrer Vorgängerbauten. | D-1-7737-0251 |      |
| (Standort) | Untertägige mittelalterliche und frühneuzeitliche Befunde im Bereich von Schloss Aufhausen und seiner Vorgängerbauten. | D-1-7737-0255 |      |
| (Standort) | Untertägige mittelalterliche und frühneuzeitliche Befunde im Bereich der katholischen Filialkirche St. Martin in Indorf und ihrer Vorgängerbauten. | D-1-7737-0257 |      |
| (Standort) | Untertägige mittelalterliche und frühneuzeitliche Befunde im Bereich der katholischen Pfarrkirche Mariä Verkündigung in Altenerding und ihrer Vorgängerbauten. | D-1-7737-0265 |      |
| (Standort) | Untertägige mittelalterliche und frühneuzeitliche Befunde im Bereich des ehemaligen Königshofes und Hofmarksitzes Altenerding mit abgegangenem Hofmarkschloss, Vorgängersiedlung der mittelalterlichen Stadt Erding. | D-1-7737-0266 |      |
| (Standort) | Untertägige spätmittelalterliche und frühneuzeitliche Befunde im Bereich der katholischen Wallfahrtskirche Hl. Blut in Klettham mit Vorgängerbauten, Brunnenkapelle sowie Schloss und Gartenanlagen der frühen Neuzeit. | D-1-7737-0267 |      |
| (Standort) | Siedlung vorgeschichtlicher Zeitstellung, u. a. des Neolithikums. | D-1-7737-0329 |      |
| (Standort) | Siedlung der mittleren und späten Latènezeit. | D-1-7737-0333 |      |
| (Standort) | Siedlung vorgeschichtlicher Zeitstellung. | D-1-7737-0336 |      |
| (Standort) | Siedlung der späten Latènezeit. | D-1-7737-0337 |      |
| (Standort) | Siedlung vorgeschichtlicher Zeitstellung. | D-1-7737-0338 |      |
| (Standort) | Siedlung der späten Latènezeit und der römischen Kaiserzeit. | D-1-7737-0340 |      |
| (Standort) | Siedlung vorgeschichtlicher Zeitstellung, u. a. der Bronzezeit, der Urnenfelderzeit, der Hallstattzeit und der Latènezeit. | D-1-7737-0346 |      |
| (Standort) | Körpergräber des frühen Mittelalters. | D-1-7737-0349 |      |
| (Standort) | Siedlung der römischen Kaiserzeit. | D-1-7737-0350 |      |
| (Standort) | Siedlung der Latènezeit. | D-1-7737-0351 |      |
| (Standort) | Siedlung vorgeschichtlicher Zeitstellung, u. a. der Urnenfelderzeit und der Latènezeit. | D-1-7737-0360 |      |
| (Standort) | Siedlung vorgeschichtlicher Zeitstellung, u. a. der Latènezeit. | D-1-7737-0368 |      |
| (Standort) | Siedlung vorgeschichtlicher Zeitstellung, u. a. der jüngeren und späten Latènezeit. | D-1-7737-0374 |      |
| (Standort) | Grabhügel vorgeschichtlicher Zeitstellung. | D-1-7737-0378 |      |
| (Standort) | Siedlung des frühen und hohen Mittelalters. | D-1-7737-0385 |      |
| ()         | Siedlung der frühen Bronzezeit. | D-1-7737-0394 |      |